# Nadějská soustava
Nadějská soustava este o arie protejată (arie specială de conservare — SAC, sit de importanță comunitară — SCI) din Republica Cehă întinsă pe o suprafață de 612,26 ha, integral pe uscat.

## Localizare
Centrul sitului Nadějská soustava este situat la coordonatele 49°07′17″N 14°44′34″E / 49.121389°N 14.742778°E.

## Înființare
Situl Nadějská soustava a fost declarat sit de importanță comunitară în aprilie 2005 pentru a proteja 2 specii de animale. Situl a fost protejat și ca arie specială de conservare în iulie 2012.

## Biodiversitate
Situată în ecoregiunea continentală, aria protejată conține 1 habitat natural: Depresiuni pe substraturi de turbă de Rhynchosporion.
La baza desemnării sitului se află mai multe specii protejate:
- mamifere (1): vidră de râu (Lutra lutra)
- nevertebrate (1): Osmoderma eremita